# Манакамана
Манакамана — индуистское святилище, посвящённое гневному божеству, требующему кровавых жертвоприношений. 

## География
Храм и селение насположены на горе в округе Горкха в Непале, в 12 км к югу от города Горкха.
В 1998 к Манакамане был проведён фуникулёр от станции Черес в 5 км к востоку от города Муглинг на шоссе из Катманду в Покхара, фуникулёр поднимает пассажиров и жертвенных животных на высоту более километра. Фуникулёр освятил принц Дипендра.

## История и легенды
Манакамана ассоциируется с королём горкхов Рама Шахом, правившим с 1614 по 1636. Его жена овладела особыми спиритуальными силами, что было известно только её наставнику сиддхе Лакхану Тапа. Неожиданно король увидел свою жену в виде божества и Лакхана Тапа в виде льва. Король рассказал об этом королеве, и тут же умер. Были организованы похороны, и, согласно обычаям того времени, королева совершила ритуальное самосожжение сати на том же погребальном костре, однако предупредила Лакхана Тапа, что скоро появится около его дома.
Через полгода крестьянин, обрабатывая землю, задел плугом камень, который источал кровь и молоко. Поток прекратился, когда Лакхан Тапа провёл на этом месте тантрический ритуал. На этом месте и возникло святилище. Новый король горкхов даровал Лакхану Тапа эту территорию и право совершать религиозные ритуалы почитания божеству Манакамана Дэви.
Сейчас настоятель храма является семнадцатым преемником Лакхана Тапа.
По другому варианту легенды камень, источающий кровь, сам открыл свою сущность как божество Манакамана, и стал использоваться для человеческих жертвоприношений. Чтобы прекратить жертвы реальных людей, король поручил Гьянхар Губхаджу изготовить магическим способом пятилетнего ребёнка. Ребёнок был расчленён на части и принесён в жертву различным божествам вокруг храма.

## Главный храм святилища
Храм перестраивался много раз. В настоящее время храм представляет собой пагоду из четырёх ярусов и двухъярусной крыши. С западной части храма растут священные деревья саумудра (Barrington acutangula) и чанп (Michelia excelsa). При входе с юго-запада стоят каменные колонны. Главное святилище прямоугольной формы, и включает в себя пять источающих кровь камней. Два больших камня соответствуют Манакамане и Бхайраву, три меньших соответствуют Ганеше, Кумари и Беталу.

## Посещение храма
Манакамана — один из самых посещаемых святилищ в Непале, потому что считается местом исполнения желаний. Манакаману посещают, в частности, бизнесмены, открывая новое предприятие. Традиционно Манакамана является культом магаров, однако паломники из других народов съезжаются сюда из далёких районов Непала и из Индии. В день храм иногда посещают более тысячи паломников.
Храм связан с глубокой верой и убеждённостью паломников в исполнение желаний, при этом рекомендуется для надёжности посетить храм три раза.
Паломники приносят в жертву коз, более бедные — кур или других птиц, те, кто не признаёт кровавых жертвоприношений и буддисты приносят в жертву кокосовый орех, который раскалывают на алтаре.
Жертвенные животные не используются в пищу. Около храма магары устраивают обряды со внутренностями жертвенных животных а также гадания.